# Campionati del mondo di atletica leggera 2005 - 1500 metri piani maschili
La gara dei 1500 metri piani maschili dei Campionati del mondo di atletica leggera di Helsinki 2005 si è disputata nelle giornate del 6 agosto (batterie), 8 agosto (semifinali) e 10 agosto (finale).

## Podio
| Posizione | Atleta       | Paese      |
| --------- | ------------ | ---------- |
| Oro       | Rashid Ramzi | Bahrein    |
| Argento   | Adil Kaouch  | Marocco    |
| Bronzo    | Rui Silva    | Portogallo |

## Batterie

### Batteria 1
1. Mehdi Baala,  Francia 3'36"56 Q
2. Tarek Boukensa,  Algeria 3'36"70 Q
3. Alex Kipchirchir,  Kenya 3'36"74 Q
4. Kevin Sullivan,  Canada 3'36"80 Q
5. Michael East,  Regno Unito 3'36"84 Q
6. Alan Webb,  Stati Uniti 3'36"84 q
7. Yassine Bensghir,  Marocco 3'37"11 q
8. Juan Carlos Higuero,  Spagna 3'37"40 q
9. Joeri Jansen,  Belgio 3'39"43 q
10. Adrian Blincoe,  Nuova Zelanda 3'39"54 q
11. Jonas Hamm,  Finlandia 3'43"20
12. Ahmed Mohamed Abdillahi,  Gibuti 3'50"92
13. Fumikazu Kobayashi,  Giappone 3'51"76
  - Peter Roko Ashak,  Sudan dns

### Batteria 2
1. Arturo Casado,  Spagna 3'41"64 Q
2. Adil Kaouch,  Marocco 3'41"75 Q
3. Christopher Lukezic,  Stati Uniti 3'41"80 Q
4. Rui Silva,  Portogallo 3'41"83 Q
5. Daham Najim Bashir,  Qatar 3'41"88 Q
6. Daniel Kipchirchir Komen,  Kenya 3'41"91
7. Mounir Yemmouni,  Francia 3'42"39
8. Antar Zerguelaïne,  Algeria 3'43"02
9. Belal Mansoor Ali,  Bahrein 3'43"15
10. Hudson de Souza,  Brasile 3'43"18
11. Nick McCormick,  Regno Unito 3'44"40
12. Mulugeta Wendimu,  Etiopia 3'44"42
  - Samwel Mwera,  Tanzania dns
  - Alin Soares,  Timor Est dns

### Batteria 3
1. Rashid Ramzi,  Bahrein 3'38"32 Q
2. Ivan Heshko,  Ucraina 3'39"84 Q
3. Nicholas Willis,  Nuova Zelanda 3'39"89 Q
4. Reyes Estévez,  Spagna 3'39"93 Q
5. Markos Geneti,  Etiopia 3'39"94 Q
6. Youssef Baba,  Marocco 3'39"96 q
7. Rob Myers,  Stati Uniti 3'40"16 q
8. Nathan Brannen,  Canada 3'40"69 q
9. Johan Cronje,  Sudafrica 3'41"43 q
10. Augustine Kiprono Choge,  Kenya 3'41"70
11. James Nolan,  Irlanda 3'42"53
12. Armen Asyran,  Armenia 4'03"21
  - Kamal Boulahfane,  Algeria dns

## Semifinali

### Semifinale 1
1. Adil Kaouch, 3'40"51  Marocco Q
2. Arturo Casado,  Spagna 3'40"61 Q
3. Alex Kipchirchir,  Kenya 3'40"68 Q
4. Rui Silva,  Portogallo 3'40"72 Q
5. Reyes Estévez,  Spagna 3'40"73 Q
6. Nicholas Willis,  Nuova Zelanda 3'40"87
7. Kevin Sullivan,  Canada 3'41"00
8. Mehdi Baala,  Francia 3'41"34
9. Youssef Baba,  Marocco 3'42"12
10. Rob Myers,  Stati Uniti 3'42"38
11. Johan Cronje,  Sudafrica 3'42"77
12. Markos Geneti,  Etiopia 3'42"80

### Semifinale 2
1. Rashid Ramzi,  Bahrein 3'34"69 Q
2. Alan Webb,  Stati Uniti 3'36"07 Q
3. Tarek Boukensa,  Algeria 3'36"14 Q
4. Daham Najim Bashir,  Qatar 3'36"38 Q
5. Ivan Heshko,  Ucraina 3'36"60 Q
6. Juan Carlos Higuero,  Spagna 3'36"65 q
7. Yassine Bensghir,  Marocco 3'36"76 q
8. Christopher Lukezic,  Stati Uniti 3'37"20
9. Adrian Blincoe,  Nuova Zelanda 3'38"20
10. Nathan Brannen,  Canada 3'39"37
11. Michael East,  Regno Unito 3'40"27
12. Joeri Jansen,  Belgio 3'44"88

## Finale
1. Rashid Ramzi,  Bahrein 3'37"88
2. Adil Kaouch,  Marocco 3'38"00
3. Rui Silva,  Portogallo 3'38"02
4. Ivan Heshko,  Ucraina 3'38"71
5. Arturo Casado,  Spagna 3'39"45
6. Juan Carlos Higuero,  Spagna 3'40"34
7. Alex Kipchirchir,  Kenya 3'40"43
8. Tarek Boukensa,  Algeria 3'41"01
9. Alan Webb,  Stati Uniti 3'41"04
10. Daham Najim Bashir,  Qatar 3'43"48
11. Reyes Estévez,  Spagna 3'46"65
12. Yassine Bensghir,  Marocco 3'50"19